# Gonzalo Fernández de Córdoba y Montes
Gonzalo Fernández de Córdoba y Montes (La Zubia, Granada, 12 de agosto de 1849 - Granada, 31 de enero de 1857), XVI marqués de Bacares, fue un noble español que murió de edad de siete años.

## Biografía
Hijo de Francisco de Paula Fernández de Córdoba y Vera de Aragón, XV marqués de Bacares, gentilhombre de Cámara de la Reina Isabel II, natural de Madrid, y de Francisca de Paula de Montes y Gómez, su mujer, que lo era de La Zubia. 
Desde la muerte de su padre, ocurrida en 1854, fue inmediato sucesor de su abuelo, el XIX conde de la Puebla del Maestre, grande de España, a quien también premurió. Sucedió a su padre como marqués de Bacares por Real Carta de 1855. 
Le sucedió su hermano Francisco de Paula Fernández de Córdoba y Montes, XVII marqués de Bacares y XX conde de la Puebla del Maestre.